# Francisme (linguistique)
Pour les articles homonymes, voir Francisme.
Un francisme, ou moins souvent hexagonisme, est un fait de langue caractéristique du français de France,,.
La première occurrence connue du terme, formé sur le modèle de québécisme et de belgicisme, est en 1986 dans les travaux du linguiste allemand Franz Hausmann. Ce terme apparaît le plus souvent dans le contexte de la lexicographie canadienne de langue française. Dans ce contexte-là, il est utilisé plus largement pour désigner les faits de langue caractéristiques du français d'Europe.
Pour des exemples de francismes, voir l'article Français de France.

## « Gallicisme » ou « francisme »?
Les termes gallicisme et francisme peuvent prêter à confusion. Un gallicisme est une tournure idiomatique propre à la langue française (faire d'une pierre deux coups) ou un emprunt au français dans une autre langue (garage ou souvenir en anglais), alors qu'un francisme est un fait de langue particulier au français de France, considéré par rapport à la langue française dans son ensemble. Cependant, le terme francisme a été utilisé autrefois dans le sens de gallicisme.
Concernant l'occitan, une auteur a proposé le terme de « francisme » pour désigner les emprunts au français jugés incorrects, et « gallicisme » pourrait être réservé aux mots qui proviennent du français mais sont considérés comme devant être acceptés dans la norme.

## Dans les dictionnaires

### En France
Les dictionnaires publiés en France n'indiquent pas les mots et les sens dont l'usage est restreint à la France ou à l'Europe. Les rédacteurs du Nouveau Petit Robert écrivent en effet ceci dans sa préface au sujet des régionalismes dans le dictionnaire:

« Ces données ne prétendent pas remplacer les descriptions spécifiques et plus exhaustives des belgicismes [...], et encore moins se substituer à des dictionnaires du français décrivant l'usage et la norme de cette langue dans une communauté sociale donnée (le Robert vient d'en faire la tentative très sérieuse au Québec, par le Dictionnaire québécois d'aujourd'hui.)»  [...] Le Nouveau Petit Robert, bien qu'il décrive fondamentalement une norme du français de France, inclut certains régionalismes de France et d'ailleurs pour souligner qu'il existe plusieurs « bons usages », définis non par un décret venu de Paris, mais par autant de réglages spontanés ou de décisions collectives qu'il existe de communautés vivant leur identité en français. »

### Au Canada
Les deux principaux dictionnaires généraux de langue française à avoir été publiés au Canada depuis celui de Bélisle en 1957 soit le Dictionnaire du français plus (1988) et le Dictionnaire québécois d'aujourd'hui (1992), indiquent les francismes par la marque d'usage « (France) ». Les banques de données terminologiques Termium du Bureau de la traduction du gouvernement canadien et Grand dictionnaire terminologique de l'Office québécois de la langue française font de même. Le Dictionnaire du français standard en usage au Québec et le Dictionnaire canadien bilingue, tous deux en préparation, utiliseront plutôt la marque « FE » pour « français d'Europe ».
La préface du Dictionnaire québécois d'aujourd'hui donne les indications suivantes au sujet du marquage géographique:

« Ce sont les mots et les sens particuliers à la France (les francismes) qui sont les plus nombreux. Un système de balisage à deux niveaux les identifie. Lorsque le mot désigne une réalité concrète ou abstraite spécifique au pays de nos ancêtres, la marque « France », placée entre parenthèses, précède la définition (ex. : 1 tabac, sens 3, T.V.A.); très souvent, ces synonymes n'ont pas de synonyme nord-américain. Lorsque la réalité est commune aux deux communautés francophones, c'est-à-dire lorsqu'il existe des formes linguistiques synonymiques dont l'emploi est circonscrit géographiquement, le même système est utilisé (ex. : (France) 2 se tailler, tantine, tapée et tarte, sens 2, qui correspondent respectivement à partir ou s'enfuir, tante, grande quantité, coup ou gifle au Québec). Chaque fois que cela est possible, les synonymes en usage au Québec sont signalés sous l'entrée « française ». Par ailleurs, la très grande majorité des mots hexagonaux cités appartient au registre familier et ils possèdent parfois, au Québec même, des synonymes de même niveau (par ex. : (France) 2 se tailler et (Québec) sacrer (le) son camp, tous deux signifiant « décamper, déguerpir, partir »). Les mots ou les sens qui figurent au dictionnaire avec la marque « France » sont en général connus ici mais leur emploi est plutôt passif, c'est-à-dire que l'utilisateur du dictionnaire peut les entendre, grâce à la télévision, la radio, au cinéma, etc., ou les lire, grâce aux journaux, aux revues, à la littérature, etc., mais il les intégrera rarement à son usage actif, sauf lorsqu'il veut créer un effet rhétorique. En outre, une nuance est apportée dans l'utilisation de la marque « France » sous la forme de : « Surtout en France ». Cette expression sert à noter qu'un mot est usuel en France tout en ayant une certaine fréquence active au Québec, le plus souvent d'ailleurs dans le registre soutenu (ex. : 1 soda, tapissier, tartine, sens 1, 2 timbale, week-end) À l'occasion, on a aussi fait une remarque sur le genre des mots qui diffère en France et au Québec (ex. : parka et thermos qui sont du genre masculin dans l'usage québécois alors qu'en France, ils sont soit masculins, soit féminins; minestrone est féminin au Canada et masculin en France. »

## Controverse
La pertinence de la notion de francisme soulève la controverse.
L'utilisation du terme francisme peut souligner l'opposition à l'idée que la norme française du français devrait être prééminente dans les dictionnaires de français en usage au Canada. L'utilité du terme est au contraire mise en doute par les tenants d'un français international unique, dans lequel la norme française serait prépondérante. Ces derniers s'opposent en général à la donnée d'indications géographiques dans les dictionnaires pour les usages spécifiquement français, ou bien contestent l'existence de ces derniers. Voir à ce propos les citations d'Annette Paquot et de Lionel Meney ci-dessous, ainsi que l'article débat sur la norme du français québécois.

## Citations
« francisme [fʁɑ̃sism] n. m. LING Fait de langue (prononc., mot, tournure, etc.) caractéristique du français de France. Marchand de couleurs* est un francisme, et même un parisianisme. »

— Article du Dictionnaire du français Plus (1988), V. encycl. québécisme. – De France.

« [Le terme "francisme"] a été relevé dans la correspondance adressée à l'Office de la langue française [du Québec] en mai 1993 par l'équipe du Docteur Roger A. Côté, auteur de la Nomenclature systématique internationale de la médecine humaine et vétérinaire et président de la Commission ministérielle de terminologie de la santé. 
 Ce terme vient combler, d'une certaine manière, le besoin de nos linguistes du Québec qui n'ont pas d'appellation pour désigner des termes exclusifs à l'Hexagone (ou à la France), alors qu'on utilise déjà très largement le terme « québécisme » en France pour des usages qui sont propres au Québec. Aussi, en France, on utilise les termes « belgicisme » et « helvéticisme » pour désigner des usages linguistiques propres au français de Belgique et de Suisse. On trouve même dans la revue Dialogue, Bulletin de linguistique du Module des lettres et des langues modernes de l'Université du Québec à Chicoutimi, dans le volume 4 d'avril 1993 à la page 61 ce qui suit : « Sont étiquetés comme francismes des mots dont les Québécois ne font pas spontanément usage. Entrent dans cette catégorie : asbestose, baraka, buraliste, cassoulet, drugstore, macreux, péquenaud, pépé, royalistes, sapeur-pompier, etc. »

— Extrait de la page du Grand dictionnaire terminologique, produit par l'Office québécois de la langue française

« D’ailleurs, dans le cadre d’une réflexion sur la marque francisme intégrée à la terminologie métalinguistique des dictionnaires québécois voulant se positionner de la même manière que les dictionnaires français par rapport au français de référence, Annette Paquot affirme : « En se répandant dans l’ensemble de la société française, les tours populaires ou argotiques, les faits dialectaux devenus régionalismes par leur emploi dans le discours français de certains locuteurs et tous les faits lexicaux originellement peu diffusés se répandent ipso facto, c’est-à-dire presque […] instantanément, dans une partie au moins des sociétés belge, canadienne, suisse, etc. tandis qu’un fait de même nature, même très général dans celles-ci, peut y rester confiné indéfiniment. Le déséquilibre des échanges linguistiques dans la francophonie fait que maqué est un belgicisme, que morgain est un poitevinisme, mais que moufle et mistral ne sont pas des francismes et qu’il n’y a pas de symétrie entre ces termes. »

— (Paquot, 1995 : 128 ; 2000 : 193), Extrait de De la francophonie néo-coloniale à la francophonie universalisante (texte de Jean Nicolas de Surmont, citant notamment Paquot

« Marque d'usage mise en valeur par les linguistes québécois qui désirent prendre leurs distances par rapport au français de France en le relativisant et en le banalisant. »

— Extrait du Dictionnaire québécois-français de Lionel Meney, définition de francisme